# 다이언 캐넌
다이앤 캐넌(Dyan Cannon, 영어 발음: /daɪˈæn/, 1937년 1월 4일 ~ )은 미국의 배우이다.

## 출연 작품
- 의사 부인들